# A440

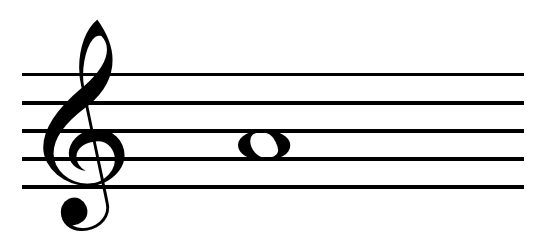
A440 чи.

A440 або А4 (також відомий як Штутгартська висота тону (англ. Stuttgart pitch)) — міжнародний стандарт (ІСО 16) для настроювання музичних інструментів, що встановлює частоту ноти ля першої октави в 440 Гц.

## Історія і використання
До стандартизації в 440 Гц, з 1860-х років багато країн і організації мали французький стандарт у 435 Гц, який також був рекомендований австрійським урядом у 1885 році. Йоган Шейблер рекомендував A440 як стандарт у 1834 році після винайдення приладу для вимірювання висоти звуку, і у тому ж році був затверджений Німецьким товариством природничої історії.
У 1926 році Американська музична індустрія досягла згоди щодо неофіційного стандарту в 440 Гц, а деякі компанії навіть стали використовувати його в приладобудуванні.
У 1936 році Американський національний інститут стандартів рекомендував стандарт А440, а вже у 1955 році Міжнародною організацією зі стандартизації було затверджено стандарт (і підтверджено ними у 1975 році) як ІСО 16.
Позначається A4 в Американській системі нотації, оскільки це відбувається в октаві, що починається з клавіши С на стандартній 88-клавішній клавіатурі піаніно, а на MIDI-клавіатурі — 69-та.
A440 широко використовується як еталон у Великій Британії і в США. У континентальній Європі частота А4 часто коливається від 440 Гц до 444 Гц.
Консенсус виник лише для старовинних інструментів у сучасному барокському кроці в 415 Гц (440 Гц відповідає А♯), і для деяких спеціальних у церковній музиці (чортонський крок) в 466 Гц (440 Гц відповідає A♭), і для класичного кроку в 430 Гц.
A440 часто використовується для коригування гармонійного строю, незалежно від основної ноти або ключа.
Американська часова і частотна станція WWV передає сигнал у 440 Гц другої хвилини кожного часу, при цьому WWVH передає той же тон у першу хвилину кожного час. Це було зроблено в 1936 році, щоб допомогти оркестрам настроювати свої інструменти.